# Episodi di Dynasty (serie televisiva 2017) (prima stagione)
La prima stagione della serie televisiva Dynasty, composta da 22 episodi, è stata trasmessa in prima visione negli Stati Uniti sul canale The CW dall'11 ottobre 2017 all'11 maggio 2018.
Gli episodi sono usciti settimanalmente sulla piattaforma on demand Netflix dal 12 ottobre 2017 al 12 maggio 2018, il giorno dopo la messa in onda statunitense.
| n° | Titolo originale                         | Titolo italiano                      | Prima TV USA     | Uscita in Italia |
| -- | ---------------------------------------- | ------------------------------------ | ---------------- | ---------------- |
| 1  | I Hardly Recognized You                  | Quasi non ti riconoscevo             | 11 ottobre 2017  | 12 ottobre 2017  |
| 2  | Spit It Out                              | Sputala e ricoprila di sabbia        | 18 ottobre 2017  | 19 ottobre 2017  |
| 3  | Guilt is for Insecure People             | Il senso di colpa è per gli insicuri | 25 ottobre 2017  | 26 ottobre 2017  |
| 4  | Private as a Circus                      | Privata come un circo                | 1º novembre 2017 | 2 novembre 2017  |
| 5  | Company Slut                             | Sgualdrina                           | 8 novembre 2017  | 9 novembre 2017  |
| 6  | I Only Exist for Me                      | Penso soltanto a me stessa           | 15 novembre 2017 | 16 novembre 2017 |
| 7  | A Taste of Your Own Medicine             | Una pillola amara                    | 29 novembre 2017 | 30 novembre 2017 |
| 8  | The Best Things in Life                  | Le cose più belle                    | 6 dicembre 2017  | 7 dicembre 2017  |
| 9  | Rotten Things                            | Cose orribili                        | 13 dicembre 2017 | 14 dicembre 2017 |
| 10 | A Well-Dressed Tarantula                 | Un'elegante tarantola                | 17 gennaio 2018  | 18 gennaio 2018  |
| 11 | I Answer to No Man                       | Io non rispondo a nessun uomo        | 24 gennaio 2018  | 25 gennaio 2018  |
| 12 | Promises You Can't Keep                  | Promesse che non puoi mantenere      | 31 gennaio 2018  | 1º febbraio 2018 |
| 13 | Nothing But Trouble                      | Nient'altro che problemi             | 7 febbraio 2018  | 8 febbraio 2018  |
| 14 | The Gospel According to Blake Carrington | Il Vangelo secondo Blake Carrington  | 9 marzo 2018     | 10 marzo 2018    |
| 15 | Our Turn Now                             | Ora tocca a noi                      | 16 marzo 2018    | 17 marzo 2018    |
| 16 | Poor Little Rich Girl                    | Povera bambina ricca                 | 23 marzo 2018    | 24 marzo 2018    |
| 17 | Enter Alexis                             | Entra in scena Alexis                | 30 marzo 2018    | 31 marzo 2018    |
| 18 | Don't Con a Con Artist                   | Non imbrogliare un'imbrogliona       | 6 aprile 2018    | 7 aprile 2018    |
| 19 | Use or Be Used                           | Usare o essere usata                 | 20 aprile 2018   | 21 aprile 2018   |
| 20 | A Line from the Past                     | Una frase che viene dal passato      | 27 aprile 2018   | 28 aprile 2018   |
| 21 | Trashy Little Tramp                      | Puttanella insignificante            | 4 maggio 2018    | 5 maggio 2018    |
| 22 | Dead Scratch                             | Ricominciare da zero                 | 11 maggio 2018   | 12 maggio 2018   |

## Quasi non ti riconoscevo
- Titolo originale: I Hardly Recognized You
- Diretto da: Brad Silberling
- Scritto da: Sallie Patrick, Josh Schwartz e Stephanie Savage

### Trama
Blake Carrington è il presidente della Carrington Atlantic, società petrolifera tra le più conosciute negli Stati Uniti. All'improvviso Blake decide di convocare i figli Steven e Fallon alla villa di famiglia ad Atlanta perché ha un importante annuncio da fare. Il primogenito Steven è entrato in rotta di collisione con Blake a causa della loro diversità di vedute, legata anche alla sua omosessualità, e gira il mondo come cooperante in progetti ecologisti che si pongono in netta antitesi rispetto al business familiare del petrolio. Invece Fallon è pienamente integrata nella Carrington Atlantic, dirigendone il ramo acquisizioni, avendo dovuto rivestire quel ruolo di erede della dinastia rifiutato dal fratello. Ed è per queste ragioni che Fallon risponde con entusiasmo alla chiamata paterna, convinta sia finalmente venuto il momento di diventare direttore operativo della compagnia ed essere il braccio destro di Blake. Purtroppo per Fallon, le cose non vanno esattamente come immaginava. La ragione della reunion a Villa Carrington è l'annuncio del fidanzamento di Blake con Cristal Flores, giovane dipendente venezuelana della Carrington Atlantic.
Reputando Cristal un'usurpatrice, Fallon la fotografa mentre sta chiacchierando con il suo ex amante Matthew Blaisdel, convinta di poterla screditare agli occhi del padre. La mossa di Fallon si rivela controproducente da diversi punti di vista. Non soltanto Blake aveva già deciso di sposarla con una cerimonia nuziale a sorpresa, ma nomina la futura moglie direttore operativo della società. Privata del ruolo che ha sempre bramato, Fallon abbandona la Carrington Atlantic per mettersi in affari con Jeff Colby, esponente della famiglia rivale dei Carrington, con cui Blake è in guerra da anni. L'abbandono di Fallon costringe Blake a ricucire i rapporti con Steven, mandandolo a un incontro con il dirigente di una società green che vorrebbe acquisire. Steven resta abbastanza deluso quando capisce che il padre lo ha usato per compiacere un manager gay, ma in compenso conosce un giovane ragazzo ispanico di nome Sam con il quale va a letto. Sam non sembra essere una persona del tutto trasparente, tanto da rubare dei soldi a Steven mentre questi sta facendo la doccia.
Blake e Cristal convolano a nozze. Steven si sorprende nel vedere Sam tra i presenti al matrimonio, scoprendo che è il nipote di Cristal, figlio di sua sorella Iris. L'arrivo di Sam non era previsto, come dimostra la reazione preoccupata di zia Cristal che, rimproverandolo di non averla avvertita, gli intima di tacere su avvenimenti della loro famiglia in Venezuela. Infatti, la nuova signora Carrington nasconde qualcosa sul proprio passato di cui Anders, il fidato maggiordomo di Villa Carrington, è a conoscenza. Anders spaventa Cristal, ammonendola di essere pronto a svelare il suo inganno alla prima mossa sbagliata, così da far crollare l'intero castello di bugie costruito per arrivare al cuore di Blake. I neosposi si stanno dirigendo alla macchina per partire in luna di miele, quando davanti a loro si para Claudia, la moglie mentalmente instabile di Matthew. Claudia è fuori di sé perché c'è stata un'esplosione in un pozzo minerario della Carrington Atlantic in cui è rimasto vittima proprio Matthew. Claudia urla a Blake che è stato lui a uccidere suo marito.

## Sputala e ricoprila di sabbia
- Titolo originale: Spit It Out
- Diretto da: Michael A. Allowitz
- Scritto da: Sallie Patrick

### Trama
Il capo della polizia Aaron Stansfield, che spesso e volentieri ha coperto gli affari dei Carrington, giunge alla tenuta per avviare le indagini sull'esplosione al pozzo; il terreno in cui si è verificato l'incidente appartiene a Jeff Colby, mentre il veicolo che ha preso fuoco è di proprietà di Blake. Incaricata di rilasciare una dichiarazione alla stampa in cui declinare ogni responsabilità della Carrington Atlantic, Cristal non regge alla tensione quando i giornalisti iniziano a incalzarla sulle indagini per omicidio in corso da parte della polizia; Cristal sviene mentre sta rientrando nella tenuta, facendo una pessima figura sui giornali dell'indomani. Blake chiede a Fallon di eliminare la fotografia scattata a Cristal e Matthew, poiché darebbe loro il colpo di grazia, ed esorta la famiglia a restare compatta.
Oltre alla vedova Claudia, a puntare il dito contro Blake per la morte di Matthew è anche il suo collega e amico intimo Willy Santiago. Costui riferisce che Matthew aveva appena dato le dimissioni dalla Carrington Atlantic, interrompendo un rapporto di lavoro ventennale, per aver rifiutato il trasferimento in Cina. Blake offre a Claudia la stessa somma che Matthew aveva rifiutato per trasferirsi in Cina, ricevendo un secco no dalla donna che lo accusa di volersi ripulire la coscienza con i soldi. Blake affronta a muso duro Willy, spiegandogli che Cristal non era affatto la sua amante perché non ricambiava i suoi sentimenti. Fallon chiede l'aiuto di Jeff per eliminare la fotografia di Cristal perché, pur avendola cancellata dal proprio cellulare come le aveva chiesto Blake, potrebbero esserne rimaste delle tracce in giro. Terminato il funerale di Matthew, Fallon pungola Cristal sul fatto che è appena rimasta vedova del suo amante, venendo spinta in una fossa scavata nel terreno. Sam confessa a Steven che il loro primo incontro non è stato affatto casuale, anche se il giovane Carrington non sembra esserne sorpreso perché è normale che uno nella sua posizione sia corteggiato per interesse. Steven non è affatto impaurito dall'iniziare una relazione con il nipote di Cristal, poiché afferma che gli piacciono le “cose complicate”. Anders spaventa Cristal, chiamandola con il suo vero nome: Celia Machado.
L'FBI si presenta alla tenuta per arrestare il signor Carrington. Blake sta andando incontro al proprio destino, quando resta di stucco nell'apprendere che a finire in manette non sarà lui, bensì Steven.

## Il senso di colpa è per gli insicuri
- Titolo originale: Guilt is for Insecure People
- Diretto da: Kellie Cyrus
- Scritto da: Ali Adler

### Trama
L'arresto di Steven è dovuto a suoi presunti rapporti con Last Shirt Coalition, gruppo di ecoterroristi che potrebbe essere responsabile dell'esplosione al pozzo, cui aveva fatto una donazione. Liberato su cauzione, il giovane Carrington rifiuta l'assistenza degli avvocati di famiglia perché convinto di potersi scagionare da solo; il problema è che nessuno è in grado di fornirgli un alibi per il giorno dell'incidente. Blake è concentrato sull'annuale galà della Fondazione Carrington che quest'anno vedrà il debutto ufficiale di Cristal. Ella si accorge, mentre sta inviando denaro alla sorella Iris in Venezuela, che la sua carta di credito è a secco perché Anders ha provveduto a unire i suoi soldi a quelli di Blake; obiettivo del signor Carrington è infatti quello di tenere sotto controllo le spese della moglie. Blake ha mosso causa a Fallon, impedendo alla figlia di utilizzare il nome Carrington per la sua nuova attività con Jeff; questi continua a sperare di poter aver un rapporto non soltanto professionale con Fallon, ma ignora che da ben quattro anni la signorina Carrington ha una relazione segreta con il proprio autista Michael Culhane. Costui rivela a Steve che suo padre, sfruttando i buoni uffici con Stansfield, ha fatto rimuovere il cellulare di Matthew dalle prove.
Al galà della Fondazione Carrington va in scena uno scontro tra Blake e Jeff per aggiudicarsi una collana di diamanti, cimelio della famiglia Carrington, che Cristal ha scelto quale lotto principale dell'asta, indispettendo Fallon. Jeff riesce a spuntarla su Blake, il quale lo taccia di ingratitudine perché lo ha accolto nel loro ambiente sociale e oggi se lo ritrova avversario, per di più in combutta con sua figlia. Per motivi di opportunità Steven non ha partecipato al galà, così Sam gli allestisce un galà alternativo. Mentre sta rientrando nei propri appartamenti, Blake viene aggredito da un uomo con il passamontagna e salvato dall'intervento di Steven che mette in fuga il malvivente. Quest'ultimo si rivelerà essere un amico di Sam, con Cristal che rimprovera il nipote per aver esposto entrambi a un grande pericolo. Blake si sdebita con Steven, offrendogli la guida della Fondazione Carrington una volta che avrà risolto positivamente la sua vicenda giudiziaria. Il signor Carrington si mostra magnanimo anche nei confronti di Fallon, dichiarando decaduta la loro vertenza sul nome della nuova società della figlia, la quale potrà quindi usare il nome Carrington; a sua volta Fallon compie un gesto distensivo, rinunciando al nome Carrington perché la sua creatura dovrà avere un'identità propria. Blake si allarma quando scopre che il cellulare di Matthew è sparito.

## Privata come un circo
- Titolo originale: Private as a Circus
- Diretto da: Kevin Rodney Sullivan
- Scritto da: Jenna Richman

### Trama
Cristal sente l’esigenza di allontanare Blake dal caos della tenuta, così organizza una luna di miele improvvisata in un luogo isolato dove i cellulari non prendono. Ascoltando una conversazione tra Steven e Stansfield, Sam si accorge che il cellulare di Matthew è sparito; il problema è che ad averlo è il socio con il passamontagna, disposto a restituirlo solamente a un prezzo salato. Sam si vede costretto a raccontare tutto a Steven, l’unico in grado di mettere insieme in breve tempo la somma richiesta. Fallon comunica a Jeff di aver scelto per la loro società il nome di ‘’Morell Corp’’, laddove Morell è il suo secondo nome di battesimo. Fallon punta a soffiare al padre l’appalto dei servizi pubblici, ma la responsabile comunale dei contratti è la sua vecchia compagna di scuola Kori Rucks con cui è in pessimi rapporti.
Steven decide di coinvolgere Stansfield in una trappola che assicura il tizio del passamontagna alla giustizia senza dover sborsare nemmeno un centesimo. Sia Sam che il capo della polizia restano colpiti dal cambiamento di Steven, sempre più somigliante a suo padre. Fallon entra in possesso del famigerato video a luci rosse di Cristal e Matthew, diffondendolo per poi fingersi pubblicamente indignata dal comportamento sconveniente della matrigna. La ragazza, presa dalla nuova avvenuta lavorativa e dalla guerra con Cristal, non si accorge che Michael è sempre più insofferente perché stanco di essere da lei considerato soltanto come autista. Inoltre, la Morell Corp ha perso l'appalto perché Fallon si è dimenticata di un incontro con Kori che Jeff aveva organizzato nel tentativo di mediare tra le due donne; Jeff redarguisce la socia a essere maggiormente collaborativa e non muoversi più in autonomia. Non appena riesce a trovare un punto in cui il cellulare prende, Blake scopre che la faccenda del video di Cristal e Matthew è già di dominio pubblico, costringendo il signor Carrington e la moglie a interrompere anzitempo la fuga romantica. Steven riceve una telefonata da Willie in cui gli viene chiesto un incontro; quando giunge a casa sua, il giovane Carrington lo trova morto suicida, con tanto di lettera in cui si assume la colpa dell'esplosione in cui ha perso la vita Matthew.
Blake confida un segreto a Cristal, vale a dire che Steven era stato coperto da Matthew quando ci fu un incidente in un cantiere della Carrington Atlantic ad Haiti, il cui responsabile era proprio suo figlio.

## Sgualdrina
- Titolo originale: Company Slut
- Diretto da: Cherie Nowlan
- Scritto da: Christopher Fife

### Trama
Il primo giorno di Cristal da direttore operativo della Carrington Atlantic è funestato dalle conseguenze del video con Matthew; i dirigenti non sembrano avere fiducia in lei e lo stesso Blake giudica opportuno un suo passo di lato, almeno fino a quando la tempesta mediatica non si sarà placata. Come se non bastasse, Claudia si presenta nella sede della compagnia per insultarla e pretendere risarcimenti alle famiglie distrutte dall'avidità dei Carrington. Anche Steven comincia una nuova esperienza, quella di presidente della Fondazione Carrington; nell'occasione ritrova il suo ex fidanzato Ted Dinard, desideroso di riprendere la loro relazione. Fallon e Cristal sono state inserite nella lista di candidate al riconoscimento di migliore donna d'affari dell'anno dell'Atlanta Digest; temendo la vittoria di Fallon, Cristal suggerisce alla direttrice della rivista di abolire la gara per mettere in copertina tutte le candidate, a simboleggiare la diversità femminile.
Da quando è entrato nella famiglia Carrington, Sam trascorre le sue giornate a oziare nella tenuta; un comportamento che non piace affatto ad Anders, il quale gli racconta di aver superato l'indolenza giovanile quando Blake lo assunse come giardiniere. Consapevole che deve trovare un lavoro, anche per non uscire dalle grazie di Steven, Sam finisce a letto con Ted per ottenere un posto di lavoro nella sua società. Fallon non accetta affatto la svolta buonista dell'Atlanta Digest e corrompe la direttrice affinché ripristini la gara, da cui risulta vincitrice; il suo discorso, altezzoso e auto-celebrativo, non piace affatto a Jeff perché ancora una volta la giovane Carrington si è presa i meriti del loro lavoro comune. Cristal scopre che è stata Fallon a mettere in circolazione il filmato di lei e Matthew, con Blake che la caccia dalla tenuta. L'allontanamento di Fallon ha l'effetto di caricare Cristal, adesso pienamente accettata dai sottoposti quale direttore operativo della Carrington Atlantic, al punto da voler andare ad affrontare di persona Claudia. Blake si precipita ad aiutarla, finendo però per investire Claudia con la macchina.

## Penso soltanto a me stessa
- Titolo originale: I Exist Only for Me
- Diretto da: Lee Rose
- Scritto da: Kevin A. Garnett

### Trama
Rimasta sola dopo la cacciata dalla tenuta Carrington, Fallon non ha alternative che provare a ricucire i rapporti con Jeff; il socio le concede un'ultima possibilità di dimostrargli che è capace di fare squadra, così Fallon decide di andare a caccia di nuovi investitori che possano dare slancio alla Morell Corp. In ospedale si scopre che Claudia è incinta e fortunatamente l'incidente non ha avuto conseguenze sul feto; sentendosi in colpa per quanto accaduto, Cristal accoglie la donna nella tenuta, incaricando Sam di sorvegliarla. Steven mette al corrente il padre della svolta ecologista che ha intenzione di imprimere alla Fondazione Carrington.
Cristal e Sam trasportano Beau, il cane di Blake, dal veterinario perché ha ingerito delle pillole di Claudia. La presenza di quest’ultima in casa Carrington si rivela sempre più angosciante, soprattutto per Blake che l’ha sorpresa nella vasca da bagno; per questo motivo il signor Carrington chiede a Cristal di farla sloggiare. Claudia prova a stringere un’alleanza con Cristal, suggerendole di crescere insieme il bambino che porta in grembo. Steven inizia a nutrire qualche sospetto sugli affari del padre, in particolare per alcune strane operazioni che coinvolgono Stansfield, motivo per cui chiede di poter esaminare i libri contabili.
Felice che finalmente Fallon abbia giocato di squadra nell'interesse della loro società, Jeff le concede ospitalità in casa sua. Il veterinario comunica a Cristal e Sam che le pillole ingerite da Beau non sono quelle prescritte a Claudia, dunque qualcuno le ha scambiate.

## Una pillola amara
- Titolo originale: A Taste of Your Own Medicine
- Diretto da: Matt Earl Beesley
- Scritto da: Jay Gibson

### Trama
Il Giorno del ringraziamento alla tenuta Carrington si tiene la tradizionale partita di football tra la famiglia e lo staff. Fallon ritiene l'occasione propizia per un chiarimento con il padre, ma Blake esige che la figlia si scusi formalmente con Cristal; non essendo Fallon disposta a compiere questo passo, le posizioni restano immutate. Allo stesso modo Blake si mostra insofferente verso la solerzia con cui Steven sta passando al setaccio gli affari di famiglia, pungolandolo a essere meno buonista e accettare le “regole del gioco” del mondo reale. Indagando su Claudia, Cristal apprende che la sua vecchia infermiera si era licenziata una volta accortasi che la paziente scambiava le pillole.
Fallon visita la mensa dei poveri in cui Michael e la sua famiglia prestano opera di volontariato, scoprendo che il ragazzo ha raccontato ai genitori una versione inventata del suo lavoro, fingendosi un pezzo grosso della Carrington Atlantic; ciò nel timore di deluderli, avendo fatto enormi sacrifici affinché studiasse per ottenere una posizione importante. Alla tenuta Claudia, dopo aver intrappolato Sam e Anders nel seminterrato, si impossessa di una pistola con cui tiene sotto scacco i Carrington, nel frattempo riunitisi per la cena; proprio in quel momento arriva Fallon, rinfrancata dalla giornata trascorsa con la famiglia di Michael e quindi assolutamente determinata a far pace con la sua. Claudia confessa di essere lei la responsabile dell'esplosione in cui è morto suo marito Matthew, mentre la sua presenza in casa Carrington aveva lo scopo di sedurre Blake per far capire a Cristal cosa si prova a essere tradita dal proprio uomo. Fallon riesce a tenere occupata Claudia, dando modo ad Anders e Sam, nel frattempo liberatisi, di renderla innocua. Blake si riconcilia con Fallon, lodando il sangue freddo con cui ha affrontato Claudia, e ordina ai suoi uomini di condurre quest'ultima in un ospedale psichiatrico. Mentre Fallon stipula una sorta di armistizio con Cristal, Steven si allea con Jeff perché vuole capire meglio il ruolo di Stansfield negli affari di famiglia.
Gli eventi della giornata inducono Blake a chiedere a Cristal di avere un figlio. Jeff si reca in carcere a trovare suo padre Cecil. La mafia venezuelana comincia a tramare per "riprenderci ciò che è nostro".

## Le cose più belle
- Titolo originale: The Best Things in Life
- Diretto da: Pascal Verschooris
- Scritto da: Francisca X. Hu

### Trama
Carrington Atlantic e Morell Corp concorrono per la tradizionale vendita dei regali natalizi ai cittadini di Atlanta. Fallon vuole diventare amica di Kori, venendo redarguita da Michael che la invita a tenere ben separati i confini lavorativi e affettivi. Steven ha fatto bloccare il fondo di Stansfield; Blake ricorre a un metodo estremo per far capire al figlio che mettersi contro il capo della polizia può essere nocivo per tutti. Blake ignora che Cristal non può restare incinta perché si era fatta impiantare una spirale. La signora Carrington deve iniziare a guardarsi dalle minacce di anonimi che le fanno trovare in macchina teste di pesce mozzate, con tanto di biglietto indirizzato a Celia; Anders la aiuta a trovare una modalità alternativa per recapitare denaro alla sorella in Venezuela.
Fallon invita Jeff ad accompagnarla all'accensione dell'albero di Natale, dove sorprendono Michael e Kori intenti ad amoreggiare sul tetto del Comune, lo stesso posto in cui l'autista soleva portarla quando erano amanti; Fallon rinchiude i due piccioncini sul terrazzo, avendo così campo libero per annunciare agli intervenuti che suo padre si è gentilmente offerto di sponsorizzare le biblioteche di Atlanta, evitandone la chiusura. Jeff rivela a Fallon di essere stato lui a far conoscere Michael e Kori, avendo così campo libero per arrivare a lei. Steven convoca Stansfield alla tenuta per annunciargli che ha ripristinato il suo fondo, benché lo stia registrando di nascosto per avere un'arma da usare contro di lui; tuttavia, i contenuti del colloquio non possono essere divulgati, avendo Stansfield fatto menzione della vicenda di Haiti in cui lo stesso Steven è implicato. Anders mette insieme una consistente somma di denaro che consentirà a Cristal di estinguere il debito contratto con la cosca venezuelana, accompagnandola al punto concordato per il ritiro. La nuova alleanza Cristal-Anders rischia già di vacillare quando il maggiordomo si accorge, spulciando le sue cartelle cliniche, della spirale anti-gravidanze. Cristal si giustifica con Blake affermando di aver perso un bambino quando viveva in Venezuela, poiché si era ritrovata nel bel mezzo di una rissa tra la sorella Iris e suo cognato, un uomo violento; Blake esprime il desiderio di far venire Iris ad Atlanta per conoscerla meglio, incaricando al tempo stesso Anders di indagare sul suo conto.
Per allontanarsi dal vortice di trame oscure in cui è ormai pienamente coinvolto, Steven decide di prendersi una pausa con Ted a New York. Jeff, che aveva aiutato Steven a registrare il colloquio con Stansfield, viene meno all'impegno di cancellarlo e anzi lo usa per costringere il capo della polizia a dimettersi, lasciando il posto a sua cugina Bobby. Nel frattempo, Fallon vuole sperimentare l'amore con Jeff.

## Cose orribili
- Titolo originale: Rotten Things
- Diretto da: Brad Silberling
- Scritto da: Paula Sabbaga

### Trama
Natale in casa Carrington si anima con diversi arrivi. Innanzitutto, Iris, a cui Cristal riserva un'accoglienza inaspettatamente fredda, tenuto conto che le due sorelle non si vedono da anni; poi Thomas, l'inflessibile e autoritario capofamiglia Carrington, prima passato da New York a recuperare Steven, completamente distrutto a causa di numerosi festini con tanto di droghe. Thomas pretende che Blake licenzi Steven dalla Carrington Atlantic, non ritenendolo adatto a portare avanti la società e temendo, non a torto, che la vicenda dei festini rischi di finire in pasto ai giornali. Quando Jeff le confida di essere andato a trovare suo padre in carcere il giorno del Ringraziamento, Fallon pensa di fare cosa gradita accompagnando Monica, sorella di Jeff nonché sua amica storica, a fare altrettanto; al momento di entrare in parlatorio Monica si tira indietro, così Fallon va al suo posto e finisce per attirarsi l'astio di Cesil, adirato nel trovarsi davanti una Carrington.
Cristal entra in conflitto con Iris quando Anders le riferisce che la sorella ha cercato di derubarla; Iris non ha intenzione di andarsene, anzi vorrebbe stabilirsi negli Stati Uniti e addirittura lavorare nella sua stessa azienda. Il problema per Cristal è che Iris conosce un importante segreto, di cui non ha mai detto nulla a Blake. Segreto che puntualmente emerge la sera della vigilia, vale a dire che è stata Cristal a uccidere suo cognato Alejandro, intento a picchiare Iris, piantandogli una coltellata nella schiena; Sam se la prende con Cristal, avendogli sempre raccontato che suo padre era scappato. Steven progetta una fuga romantica con Ted, ma i suoi piani vanno in fumo quando l'amante viene arrestato per possesso di droga; a piazzare le sostanze illecite è stato Thomas, convinto che l'allontanamento di una cattiva influenza come Ted sia una buona cosa per il nipote. Steven è invece convinto che il responsabile di quest'azione sia Blake, il quale controbatte che questi inconvenienti saranno all'ordine del giorno ora che hanno perso i favori di Stansfield. Ovviamente Cecil disapprova profondamente la relazione di Jeff con Fallon Carrington, ricordandogli che Blake è stato l'amante di sua madre; Jeff rassicura il genitore, informandolo che non è affatto innamorato di Fallon, ma la sta usando per introdursi nella famiglia rivale e tenerla in pugno.
Finite le feste, Blake rientra al lavoro e stringe la mano a un cliente di nome Diego Calastana, ignorando che si tratta di Alejandro, il marito di Iris e cognato di Cristal, in realtà tutt'altro che morto.

## Un'elegante tarantola
- Titolo originale: A Well-Dressed Tarantula
- Diretto da: Kenny Leon
- Scritto da: Adele Lim

### Trama
Fallon si prepara a festeggiare il suo venticinquesimo compleanno con un sontuoso party in stile Mida. Michael e Monica iniziano una relazione che a Fallon sembra non andare giù, non volendo ammettere di essere ancora innamorata dell'autista; nello stesso momento Jeff vorrebbe che Fallon, quale segno di un amore sempre più forte, lo facesse diventare socio alla pari della Morell Corp. Sotto le mentite spoglie di Diego Calastana, Alejandro esige da Cristal che agevoli il più possibile la trattativa per giungere a una partnership tra la sua società, la Unido Caracas, e la Carrington Atlantic; altrimenti Alejandro è pronto a smascherare gli affari illeciti della famiglia Carrington. Alejandro incontra fortuitamente Sam al parco, presentandosi come suo padre e chiedendogli di non farne parola con nessuno.
Cristal si vede costretta a mentire a Blake, asserendo di aver controllato la Unido Caracas senza trovare nulla di sospetto; a mettere una pulce nell'orecchio di Blake è Fallon, la quale conosce bene la cattiva reputazione della Unido Caracas e si meraviglia di come Cristal abbia potuto esprimere parere favorevole all'operazione. Steven abbandona la comunità di recupero in cui è stato mandato da Blake, ma il padre gli ha congelato i fondi perché vuole una prova tangibile del suo impegno a ripulirsi. Consapevole che deve fare qualcosa di importante per poter vedere la luce in fondo al tunnel, Steven impegna la sua collezione di orologi e devolve la somma ricavata alla vedova di Dominic Ortega, l'uomo morto nel cantiere di cui era direttore ad Haiti. Blake invita Alejandro al compleanno di Fallon, dove va in scena una macchinazione ordita dallo stesso signor Carrington per smascherare il cognato di Cristal; costei infatti lo aveva informato su chi fosse Alejandro, mentre Sam si era impossessato del cellulare del padre ritrovato e scoperto il luogo in cui questi teneva sotto sequestro un avvocato della Carrington Atlantic. Jeff regala a Fallon una macchina, dopodiché contatta il padre per ragguagliarlo sui progressi del proprio piano che mira al matrimonio con Fallon, quando potrà mettere le mani sulla Carrington Atlantic e distruggerla.
Steven si congeda dalla famiglia, avendo capito che la cosa migliore per lui è riprendere le missioni umanitarie in giro per il mondo, e dona a Fallon un accendino, trovato al banco dei pegni, che gli ricordava loro madre. Fallon sale a bordo della macchina nuova, venendo sorpresa alle spalle da Iris che l'addormenta con il cloroformio.

## Io non rispondo a nessun uomo
- Titolo originale: I Answer to No Man
- Diretto da: Steven A. Adelson
- Scritto da: Gladys Rodriguez

### Trama
Per liberare Fallon, Alejandro esige da Blake 15.000.000 $ e un rimpatrio sicuro in Venezuela; la crisi scoppia proprio nel momento in cui Blake sta incontrando Bobbi Johnson, il nuovo capo della polizia, da cui riceve l'avvertimento che non si piegherà alla volontà dei Carrington come faceva Stansfield. Blake affronta con insolita calma la situazione di Fallon, nonostante tutti quanti intorno a lui entrino in agitazione e vorrebbero smuovere mezzo mondo pur di salvarla. Blake confessa a Michael di aver sempre saputo della sua relazione con la figlia, dando la sua approvazione perché è un bravo ragazzo che fa ormai pienamente parte della famiglia.
Alejandro aumenta il costo del riscatto a 25.000.000 $, puntualizzando che è la sua ultima offerta, dopodiché per Fallon ci potrebbero essere gravi conseguenze; Michael chiama in soccorso Jeff, disposto a mettere sul piatto 8.000.000 $, ma Blake non è entusiasta nell'imbarcarlo a bordo e ordina a Michael di assicurarsi che Colby non diventi un problema. Come se non bastasse, Cristal aveva invitato a Bobbi a cena nel tentativo di ingraziarla dopo aver iniziato con il piede sbagliato, così Blake deve tenere compagnia al capo della polizia senza farle sapere cosa sta accadendo a Fallon. Cristal incontra Alejandro per cercare un accordo; grazie al GPS della macchina, Michael riesce a identificare il luogo in cui Fallon è tenuta prigioniera. La giovane Carrington viene liberata, mentre Cristal è trascinata da Alejandro e Iris in una disperata fuga verso il Venezuela; Cristal riesce a indurre la sorella a uccidere Alejandro, del cui omicidio è disposta a prendere lei la colpa, lasciando Iris libera di tornare al loro Paese. Il turbinio di eventi della giornata spinge Blake a rivelare un segreto a Cristal. Il vero primogenito dei Carrington era un bambino di nome Adam, nato prima di Steven e Fallon, rapito quando aveva soltanto sei mesi di vita; siccome all'epoca le autorità non furono capaci di ritrovarlo, ecco spiegato perché nel rapimento di Fallon Blake ha voluto muoversi in autonomia.
Sam matura la decisione di lasciare la tenuta dei Carrington, inseguendo un futuro che comprenda anche Steven. Jeff si accinge a fare la proposta di matrimonio a Fallon, ma la ragazza lo anticipa con una mossa inattesa, ovvero acquistare tutte le quote della Morell Corp per essere l'unica padrona della propria società e non dover dipendere da nessun uomo.

## Promesse che non puoi mantenere
- Titolo originale: Promises You Can't Keep
- Diretto da: Norman Buckley
- Scritto da: Christopher Fife & Kevin Garnett

### Trama
Blake ospita la tradizionale raccolta fondi per la campagna elettorale del Senatore Daniels. Cristal viene a sapere che l'amico giornalista Rick Morales è in procinto di pubblicare un servizio sul traffico di tangenti messo in piedi dal Senatore quando era giudice, chiamando in causa tra gli altri proprio Blake; costui si giustifica con la necessità di vincere la causa per la custodia dei suoi figli nei confronti dell'ex moglie Alexis. Jeff mette Monica al corrente del suo piano su Fallon, invitandola a rappacificarsi con lei. Steven e Sam comprano casa insieme e il giovane Carrington ha un nuovo lavoro.
Cristal conosce Melissa, la moglie del Senatore Daniels, dalla quale apprende che i traffici loschi tra i loro mariti sono piuttosto fitti. Monica guadagna punti agli occhi di Fallon, aiutandola a vincere una partita di poker contro Tim Mayers, proprietario di un terreno che non voleva rinnovare l’affitto alla Morell Corp. Cristal decide di non ostacolare la pubblicazione dell’articolo sul Senatore Daniels, costretto a ritirarsi dalla campagna elettorale. Mentre Sam trova lavoro come assistente personale di Fallon, Steven decide di buttarsi in politica per contrastare le idee xenofobe di persone come il Senatore Daniels.

## Nient'altro che problemi
- Titolo originale: Nothing But Trouble
- Diretto da: Matt Earl Beesley
- Scritto da: Jenna Richman

### Trama
Jeff e Monica continuano la loro opera di soggiogamento verso Fallon, dandole l’impressione di essere benvoluta. Steven annuncia alla famiglia la sua candidatura in consiglio comunale; Blake teme che il figlio sarà sicuro bersaglio della stampa per il suo cognome. Cecil pregusta il ritorno in libertà, forte di undici anni di buona condotta; Anders corrompe un secondino affinché si ferisca, incolpando Cecil per impedirne la scarcerazione.
Accortosi che Jeff e Monica stanno tramando alle spalle di Fallon, Michael incarica Sam di frugare tra i documenti di Colby; Fallon lo scopre e accusa Michael di essere invidioso di Jeff. Quest'ultimo incontra Rick Morales perché ha bisogno del suo aiuto per liberare il padre, ricordandogli che è stato lui a dargli l’imbeccata per l'articolo sul Senatore Daniels. Jeff fa la proposta di matrimonio a Fallon, lasciandole tutto il tempo di cui ha bisogno per decidere. Quando Cristal manifesta il proprio disgusto per quanto fatto a Cecil, Blake le risponde che la sua permanenza in gattabuia è per il bene di tutti, avendo tentato di ucciderlo dopo essersi inventato che il signor Carrington era l’amante della moglie.
Cecil torna libero dopo che Jeff ha corrotto l'addetta alla libertà vigilata. Cristal bacia Rick al termine dell’intervista organizzata con Steven. Fallon ascolta per errore i messaggi in segreteria, scoprendo le trame di Jeff; dato atto a Michael che aveva ragione lui, Fallon si dice intenzionata ad aspettare il momento giusto prima di smascherare i Colby. Sam intima a Ted di accettare che Steven ha scelto lui; Ted strappa l'orecchino di Sam e si butta dalla finestra.

## Il Vangelo secondo Blake Carrington
- Titolo originale: The Gospel According to Blake Carrington
- Diretto da: Dawn Wilkinson
- Scritto da: Sallie Patrick, Josh Schwartz & Stephanie Savage

### Trama
Ted sopravvive alla caduta e Blake spaccia Steven per il suo compagno, in modo tale che possa avere accesso alla stanza in cui è ricoverato. Grazie a Evie, la sorella hacker in erba di Michael, Fallon scopre che tutti i suoi messaggi vengono inoltrati a un server localizzato in casa di Jeff, dove nel frattempo si è sistemato Cecil per scontare i domiciliari. Jeff invita Fallon a cena, auspicando che lei e il padre possano mettere una pietra sopra al loro precedente incontro. Cristal riceve un mazzo di fiori da Rick, ancora innamorato di lei.
Steven riesce a impossessarsi dell'orecchino di Sam appena prima che Ted si risvegli dal coma. Sam ha però deciso di tornare in Venezuela, non volendo più essere una fonte di guai per Steven; è Anders a fargli capire che deve restare e lottare per il suo posto in casa Carrington. Blake e Cristal rafforzano i legami con Rick, invitandolo a cena dopo una seconda intervista con Steven. È invece una serata tutt'altro che piacevole quella di Fallon a casa Colby, dove Cecil non ha mancato di esternare il proprio ribrezzo all’idea di mischiarsi con i Carrington e raccontato ogni torto subito da Blake.
Blake rivela a Cristal di essersi accorto del debole che Rick prova nei suoi confronti, volendolo sfruttare a proprio vantaggio. Steven chiede a Sam di congelare provvisoriamente la loro relazione, poiché la stampa lo crede fidanzato con Ted e ci sono buone possibilità di vincere. Cecil non è convinto di come Jeff sta conducendo la guerra ai Carrington, manifestando l’intenzione di prendere il comando delle operazioni.

## Ora tocca a noi
- Titolo originale: Our Turn Now
- Diretto da : Matt Earl Beesley
- Scritto da: Sallie Patrick, Josh Schwartz & Stephanie Savage

### Trama
Mentre nella tenuta fervono i preparativi del finto matrimonio tra Fallon e Jeff, gli uomini di Blake fanno irruzione a casa Colby per mettere fuori uso il server. Benché abbia ottenuto una deroga per poter partecipare alle nozze, Cecil intende disertarle e Blake cerca di convincere il vecchio nemico a sotterrare l'ascia di guerra almeno per questa volta. Anche Thomas non è entusiasta alla notizia che la nipote sposerà un Colby, così Blake lo rassicura che il matrimonio è falso. Jeff vuole stringere un accordo prematrimoniale con Fallon che la faccia desistere dal chiedere immediatamente il divorzio.
La sera prima delle nozze Fallon chiede a Michael di accompagnarla in municipio per sposarsi, ma l'autista si tira indietro perché non vuole che il loro amore sia celebrato in clandestinità. Fallon ingaggia Liam, un ragazzo che dovrà accompagnare Sam alle nozze, un modo per farlo sentire meno solo visto che Steven è completamente focalizzato sulla campagna elettorale. Jeff impedisce al padre di compiere una pazzia, avvelenando il whisky di Blake, perché vuole farla pagare ai Carrington, ma senza abbassarsi al loro livello. Fallon annuncia agli attoniti invitati che il matrimonio non è valido, poiché la sera prima si è sposata civilmente con Liam, l'uomo che aveva "prenotato" per Sam, da lei conosciuto dopo il rifiuto di Michael. Come se non bastasse, l'accordo prematrimoniale è valido solamente nella parte in cui Fallon diventa proprietaria del 25% della Colbyco, mentre invece il suo marito mancato non può vantare alcun diritto sulla Carrington Atlantic. Steven si riconcilia con Sam, promettendogli che la politica non gli impedirà più di vivere il loro amore alla luce del sole. Thomas segnala all'anti-immigrazione la presenza di Sam come irregolare.
Cecil si impossessa della pistola di un bodyguard per uccidere Blake. Davanti a sé trova invece Thomas che, spaventatosi alla vista dell'arma, ha un attacco cardiaco. Prima di perdere conoscenza, Thomas biascica che è stato lui e non Blake ad avere una relazione con la moglie di Cecil.

## Povera bambina ricca
- Titolo originale: Poor Little Rich Girl
- Diretto da: Kenny Leon
- Scritto da: Sallie Patrick, Josh Schwartz & Stephanie Savage

### Trama
La morte di Thomas non sconvolge più di tanto Blake, il cui rapporto con il padre non è mai stato dei migliori, anche se viene obbligato da Anders ad adempiere all'ultima volontà del defunto, vale a dire recarsi nella sua casa di Savannah a recuperare un libro prezioso da mettere dentro la bara. Blake scopre una verità sconvolgente, ovverosia che il padre ha avuto una relazione con la sua ex moglie, nonché madre dei suoi figli, Alexis. Mentre Fallon e Jeff duellano in pubblico su chi sia il responsabile del mancato matrimonio, Sam riceve la lettera di espulsione dagli Stati Uniti e pensa sia opera di Jeff.
Fallon viene ripresa da una telecamera nascosta mentre sta battibeccando con Jeff in ascensore, avvalorando la tesi che sia stata lei a ordire l'imbroglio del matrimonio; per questa ragione le viene consigliato di partecipare al funerale del nonno al fianco del suo "marito effettivo" Liam, la cui intenzione peraltro è quella di rimanere sposato con lei. Anders scopre che è stato Thomas a denunciare Sam all'anti-immigrazione. Steven decide di immolarsi per il fidanzato, accettando di andare a letto con Melissa, la moglie del Senatore Daniels, in cambio di un visto speciale che gli consenta di restare negli Stati Uniti; tra l'altro già da giovane Steven ebbe una scappatella con Melissa. Ancora scosso per la rivelazione sul conto di Alexis, Blake si premura di rappacificarsi con i figli, siglando una partnership tra la Carrington Atlantic e la Morell Corp che dia sostegno all'azienda di Fallon. Monica comunica a Jeff che intende chiedere la custodia legale di Cecil, non volendo più partecipare ai suoi giochi sporchi contro i Carrington. Blake pensa che Cristal voglia chiedere il divorzio, avendo trovato il biglietto da visita dell'avvocato di famiglia nella sua borsa.
Al funerale di Thomas Carrington, Steven prende la parola dal pulpito per chiedere a Sam di sposarlo. Quando tocca a Blake parlare di suo padre, le porte della chiesa si aprono e fa il suo ingresso Alexis.

## Entra in scena Alexis
- Titolo originale: Enter Alexis
- Diretto da: Jeffrey W. Byrd
- Scritto da: Sallie Patrick & Christopher Fife

### Trama
Il ritorno in scena di Alexis non è affatto casuale. La donna è stata inserita da Thomas tra i beneficiari del suo testamento, diventando proprietaria nientemeno che della tenuta Carrington. Mentre la famiglia è terrorizzata all'idea di ciò che potrà accadere, Alexis rassicura che non intende cacciare via nessuno e incolpa Blake di averle messo i figli contro, dipingendola ai loro occhi come una madre completamente disinteressata. Facendo leva sui desideri del compianto Thomas, al quale non è mai andato giù il loro divorzio, Alexis implora Blake di rimettersi insieme. Ovviamente Blake è di tutt'altra idea, tanto che i suoi avvocati sono al lavoro per trovare un cavillo che invalidi il testamento del padre. Cristal racconta a Fallon che quanto le sta dicendo sua madre, cioè che Blake ha corrotto un giudice per ottenere la sua custodia e quella di Steven, è vero.
Alexis organizza una grande festa nella tenuta per celebrare tutti gli eventi importanti dei figli a cui non ha partecipato. Fallon scopre che l'autista di sua madre in realtà è un utente di Uber, facendosi dare l'indirizzo in cui alloggia a un'ora di distanza da Atlanta. Accompagnata sul posto da Michael, Fallon viene a conoscenza del fatto che sua madre vive in una roulotte ed è rientrata nella loro vita non soltanto per il testamento, ma perché è a corto di soldi. Inoltre, ed è una cosa che manda Fallon tutte le furie, Alexis per tutti questi anni ha mantenuto i rapporti con Steven, senza che il fratello ne facesse menzione. Rientrata nella tenuta, Fallon inveisce contro la madre e afferma che non potrà mai vivere sotto lo stesso tetto con lei. Blake potrebbe aver trovato l'appiglio utile a invalidare il lascito testamentario di Thomas ad Alexis, fatto nel momento in cui l'uomo si trovava ricoverato in sedazione profonda e quindi non era nelle condizioni di poter assumere tale decisione.
Anders comunica a Michael che suo padre è ricoverato in ospedale in gravi condizioni. Michael rassegna le dimissioni e libera il capanno della tenuta in cui viveva. Il suo posto viene preso da Alexis, la quale vanta un diritto di proprietà del capanno, essendovi un tempo ubicato il suo studio. Mentre Fallon le promette che farà di tutto per distruggerla, Alexis risponde che riuscirà a costruire quel rapporto sano che non hanno mai avuto.

## Non imbrogliare un'imbrogliona
- Titolo originale: Don't Con a Con Artist
- Diretto da: Carl Seaton
- Scritto da: Kevin Garnett & Paula Sabbaga

### Trama
Steven organizza una festa per celebrare il suo fidanzamento con Sam, auspicando che ciò possa contribuire a distendere gli animi in famiglia dopo l'arrivo della burrasca Alexis. Il panorama in casa Carrington è però tutt'altro che sereno, con Blake che redarguisce lo staff per aver preso ordini da Alexis, ricordando che devono rispondere unicamente a lui e a Cristal. Il nervosismo di Blake è talmente alto da indurlo a licenziare la signora Gunnerson, responsabile della cucina, nonostante lavori per lui da parecchi anni. Questo colpo di testa del padrone non piace affatto ad Anders, il quale viene cacciato via da Blake per aver tentato di riassumere la Gunnerson contro il suo parere. Fallon e Liam scoprono che Alexis tiene nascosti nel pavimento del suo alloggio diversi gioielli e un dossier su Sam. Fallon si precipita al negozio in cui Alexis ha invitato Sam a fare shopping per conoscersi meglio, avendo capito che sua madre vuole farlo arrestare per taccheggio. Fallon riesce a spostare l'orologio rubato dalla borsa di Sam a quella di Alexis, affinché sia lei a essere fermata. Cristal fa visita al padre di Michael in ospedale, lasciandosi sfuggire davanti alla madre che è il loro autista.
Fallon negozia con Alexis il pagamento della cauzione in cambio del suo andarsene dalla tenuta. Steven però precede la sorella, pagando la cauzione alla madre e accusando Fallon di essere stata lei a raccogliere il dossier su Sam. Quest'ultimo ha invece capito chi è che dice la verità, proponendo a Fallon e Liam di drogare al ricevimento il cocktail di Alexis con una sostanza che fa dire la verità. Distratta dall'arrivo di Michael, con cui è arrabbiata per la sua fuga senza dare notizie, Fallon scambia i bicchieri ed è Sam ad assumere la droga. Nonostante questo, in un modo o nell'altro, Fallon riesce a far confessare Alexis che è stata lei a cercare di far arrestare Sam in negozio. Sentendosi in colpa per aver smascherato Michael davanti alla sua famiglia, Cristal mette un medico dei Carrington a loro disposizione per inserire il padre in una sperimentazione clinica, avendo l'uomo contratto una leucemia. Intanto, Cristal si domanda se l'atteggiamento nervoso di Blake degli ultimi tempi non sia un modo per nascondere il fatto che è ancora innamorato di Alexis.
Steven vuole cacciare sua madre dalla tenuta. Alexis gli rivela l'esistenza di Adam, il fratello scomparso di cui né lui né Fallon hanno mai saputo nulla, affermando di essere finita sul lastrico per pagare svariati investigatori privati alla sua ricerca. Steven perdona la madre e, siccome esiste un possibile riscontro di Adam a El Paso, si offre di pagare gli investigatori privati per poter raggiungere il risultato. Blake riassume Anders, essendosi sentita la sua mancanza nel servizio non impeccabile alla festa di Steven. Cristal scopre che esiste una correlazione tra la leucemia del padre di Michael e gli affari della Carrington Atlantic nella contea in cui vive. Precipitatasi in ospedale per bloccare la cura sperimentale, Cristal trova Blake ad aspettarla.

## Usare o essere usata
- Titolo originale: Use or Be Used
- Diretto da: Viet Nguyen
- Scritto da: Sallie Patrick, Josh Schwartz & Stephanie Savage

### Trama
Blake e Cristal rilasciano una deposizione in cui ammettono di aver occultato le prove dell'inquinamento della falda acquifera nella contea di Clarke, all'origine delle gravi patologie che hanno colpito persone come il padre di Michael. Eppure, lo stesso Blake si premura poi di commissionare uno studio ambientale per valutare l'effettivo impatto avuto dalla fabbriche della Carrington Atlantic, consapevole che un'indagine di questo tipo impiegherebbe diversi anni prima di concludersi e consentirebbe quindi alla società di tirare avanti senza conseguenze. Siccome il loro contratto sta per scadere, Liam propone a Fallon una cena in cui le farà degustare diversi piatti gourmet, nella speranza che possa scoccare una scintilla capace di rendere il loro rapporto non più fittizio. Alexis ha capito che Liam è un impostore, così fa saltare la cena dicendo a Fallon che il papà di Michael sta morendo, inducendola a correre in ospedale e dare buca a Liam. La madre di Michael ringrazia Fallon per essere venuta, riconoscendo che suo figlio la ama ancora, pur invitandola a lasciarlo andare per il bene di tutti.
Delegato da Fallon di trattare la vendita a Jeff del 25% della ColbyCo che gli ha sottratto, Sam si presenta a casa del giovane e lo trova ubriaco sul divano. Jeff caccia via Sam, ordinandogli di riferire alla sua padrona che è disposto a pagarla un solo dollaro. Fallon è convinta che Jeff stia fingendo, poiché negli affari succede spesso che una parte si finge derelitta pur di incassare a condizioni migliori. Volendo rimediare alla cena saltata, Fallon invita Liam ad accompagnarla al galà di La Perla, una maison di moda molto vicina alla sua famiglia. All'evento si presentano Alexis, desiderosa di tornare ad apparire in un evento pubblico, ma soprattutto Jeff che fa una scenata a Fallon e sviene dopo aver vomitato per il troppo alcol ingerito. Julia Haart, la direttrice creativa di La Perla, dice ad Alexis di aver riconosciuto Liam come il giornalista Jack Lauden. Cristal trova gli uomini della sicurezza della Carrington Atlantic intenti a distruggere documenti di lavoro, avendo ricevuto ordini da Blake di far sparire ogni prova dell'inquinamento a Clarke. Cristal vorrebbe chiamarsi fuori da questa frode, ma Blake la ricatta con l'audio della sua confessione alla polizia in cui è coinvolta anche lei. Per l'ennesima volta Cristal esprime al marito il proprio disgusto per i suoi metodi, ammettendo di averne paura, e sentendosi rispondere che deve imparare a esserle fedele come Alexis.
Fallon scopre la vera identità di Liam, il quale ha incassato un lauto anticipo da HarperCollins per scrivere un libro scottante sulla famiglia Carrington, e non vuole più saperne niente di lui. Liam consegna ad Alexis il manoscritto del libro, il cui argomento è in realtà la sua famiglia e non i Carrington, chiedendole di farlo leggere a Fallon. Infatti, Liam ammira Fallon per essere riuscita ad affermarsi nonostante la famiglia disfunzionale in cui è cresciuta, contrariamente a lui che si vergogna delle sue origini al punto di aver adottato la copertura di Liam Ridley. Mentre Liam chiede al suo autista di riportarlo a casa, Alexis dà fuoco al manoscritto. Steven è fuori città, ufficialmente per un incontro politico a Washington, ma in realtà si trova a El Paso alla ricerca di Adam e pare aver trovato una pista promettente. Alexis si presenta a casa di Jeff, invitandolo a rimettersi in sesto perché hanno del lavoro da fare.

## Una frase che viene dal passato
- Titolo originale: A Line from the Past
- Diretto da: Pascal Verschooris
- Scritto da: Sallie Patrick, Josh Schwartz & Stephanie Savage

### Trama
Undici anni prima. Fallon è stata invitata da Jeff ad accompagnarlo al ballo della scuola. Blake non vede di buon occhio il nascente feeling tra sua figlia e Colby, così intima al ragazzo di lasciarla perdere, facendo leva sul fatto che la fondazione Carrington finanzia le borse di studio di cui stanno beneficiando sia Jeff che sua sorella Monica. In barba al divieto di Blake, Jeff si presenta ugualmente con la limousine per portare Fallon al ballo. Ad aprirgli la porta è Alexis, la quale afferma che Fallon è andata al ballo con un altro ragazzo. In realtà non è vero e la stessa Fallon si ritrova senza accompagnatore. Pentitasi per la bugia raccontata, Alexis va a casa di Jeff per confessargli di avergli mentito, facendo capire al giovane Colby che non è opportuno per lui mettersi contro Blake, pregiudicando il proprio futuro. Alexis gli promette che presto avrà l'occasione di fargliela pagare.
Presente. Fallon viene a sapere da Michael che Cristal ha aiutato suo padre ad accedere al ciclo di cure sperimentali. Matrigna e figliastra si alleano per recuperare la registrazione di Cristal, tenuta al sicuro da Blake nella cassaforte del suo ufficio, la cui password si modifica automaticamente ogni cinque minuti. Cristal riesce a impossessarsi del cellulare di Blake, comunicando il codice a Fallon che si introduce alla Carrington Atlantic e riesce a recuperare il registratore. Alexis contribuisce a riconciliare Jeff e Monica, dato che l'unità dei fratelli Colby è l'unica arma a disposizione per danneggiare Blake. Sam è indaffarato nei preparativi del matrimonio con Steven, ma vorrebbe il compagno al suo fianco e Anders gli suggerisce di fargli una sorpresa, andandolo a trovare a Washington. Quando però scopre che Steven non si trova affatto lì, Sam ha paura che lo stia tradendo. A El Paso, Steven riesce a rintracciare la sorella di John Miller, l'uomo che avrebbe rapito suo fratello Adam.
I notiziari iniziano a divulgare la notizia del presunto coinvolgimento della Carrington Atlantic nell'aumento dei casi di leucemia a Clarke. Blake è costretto a organizzare in fretta e furia una conferenza stampa per limitare i danni d'immagine, affermando che non ci sono prove definitive a suffragio di questa tesi. Fallon è pronta a sbugiardare pubblicamente suo padre, quando questi sorprende tutti con un annuncio a sorpresa. Siccome la Carrington Atlantic ha intenzione di interrompere ogni attività di estrazione nociva per puntare sull'energia pulita, Blake vuole inglobare la Morell Corp nel suo gruppo e nominare Fallon nuovo direttore operativo al posto di Cristal, la quale abbandonerà il lavoro per dedicarsi alla famiglia. A questo punto Fallon non ha più il coraggio di obiettare, avendo ottenuto quel posto che tanto desiderava. Fallon prova poi a spiegare a Cristal, ovviamente delusa per il suo tradimento, che questa novità può giocare a loro favore, consentendole di agire dall'interno. Alexis rivela a Jeff di essere stata lei a far avere ai giornali lo scoop sull'inquinamento di Clarke. Un giudice ha respinto l'istanza di libertà vigilata di Cecil, convincendo Jeff che sta venendo il momento di attaccare Blake.
Michael riceve la notizia che le condizioni di suo padre si stanno aggravando, poiché i farmaci della terapia speciale hanno notevolmente indebolito le sue difese immunitarie. Quando Cristal arriva in ospedale, trova Michael a pezzi perché il padre è appena morto. L'odio di Michael nei confronti dei Carrington è talmente alto da essere pronto a tutto pur di distruggerli. Cristal si schiera al suo fianco e, poiché è ancora il direttore operativo in carica, lo assume alla Carrington Atlantic per consentirgli di muovere guerra a Blake dall'interno. Alla porta del motel in cui alloggia Steven a El Passo bussa un ragazzo che si presenta come suo fratello Adam. Alexis rivela a Jeff che anche lui è un Carrington.

## Puttanella insignificante
- Titolo originale: Trashy Little Tramp
- Diretto da: Brandi Bradburn
- Scritto da: Sallie Patrick, Josh Schwartz & Stephanie Savage

### Trama
Per rilanciare l'immagine della compagnia, uscita ammaccata dai recenti accadimenti, Blake vuole mettere in atto una campagna di re-branding che mostri i solidi valori a cui è ancorata la famiglia Carrington. Nel primo giorno da direttore operativo Fallon si ritrova nel suo ufficio Michael, nuovo responsabile dei progetti sociali. Michael vuole un segnale da parte di Blake che è veramente intenzionato a fare ammenda dei suoi errori, finanziando la costruzione di una nuova ala dell'ospedale di Clarke da intitolare al suo defunto padre. Licenziata da Blake nella convinzione che questo avrebbe salvato il loro matrimonio, Cristal sta segretamente lavorando con il suo avvocato all'ingiunzione di divorzio che intende presentare dopo le nozze di Steven. Quest'ultimo rientra nella tenuta assieme ad Adam, il cui vero nome è Hank Sullivan. Tutti sono contenti di riabbracciarlo, tranne Blake che sentenzia di non riconoscerlo come suo figlio. Jeff e Monica chiedono spiegazioni alla nonna Lo sulle parole di Alexis, ricevendo un rimprovero per rivangare un passato di cui è meglio non parlare.
Hank si offre di organizzare l'addio al celibato di Steven e Sam in un locale rodeo. Blake partecipa con poco entusiasmo, raccontando a Sam che durante il rapimento ad Adam era stato asportato un dito. Tirando un pugno a un tizio che aveva manifestato il proprio fastidio nel trovarsi in un raduno gay, Hank perde una protesi del dito, dimostrando dunque di essere il figlio di Blake e Alexis anche senza bisogno del test del DNA. A questo punto anche Blake si convince di avere davanti Adam. Pentita di aver mentito ai nipoti per così tanto tempo, nonna Lo confessa a Jeff e Monica di aver avuto una relazione con Thomas Carrington quando era la sua segretaria, da cui è nata loro madre Millie che quindi è la sorellastra di Blake. Alexis sottolinea come questo significhi che i fratelli Colby hanno pieno diritto a entrare nell'asse ereditario di Thomas al pari degli altri nipoti. Un investigatore di Alexis fotografa Cristal mentre sta comprando la casa in cui andare a vivere dopo il divorzio da Blake. Costui non intende concedere il divorzio alla moglie, facendole scegliere se stare imprigionata nella tenuta Carrington oppure se finire in un carcere vero ad Atlanta. Fallon sta meditando di abbandonare il suo piano di conquista della Carrington Atlantic, non volendo guastare un'atmosfera familiare che è tornata buona dopo l'arrivo di Hank. Michael però la mette davanti a un bivio, o suo padre o lui. Fallon si reca nella clinica in cui è ricoverata Claudia, offrendole di liberarla in cambio dei documenti raccolti da Matthew contro suo padre.
Alexis bacia Hank nel capanno, rivelando dunque come l'uomo non sia affatto il figlio ritrovato Adam, bensì l'amante conosciuto in Giamaica e che fa parte del suo progetto diabolico contro Blake. Fallon convoca una riunione del consiglio di amministrazione della Carrington Atlantic all'insaputa di suo padre, attaccandolo davanti ai consiglieri per la sua condotta nel caso Clarke e dichiarandosi pronta, appoggiata da Michael, a prenderne il posto come amministratore delegato. Un uomo incappucciato entra nella clinica in cui si trova Claudia e si avvicina a lei su un panchina: il tizio misterioso è Matthew. 

## Ricominciare da zero
- Titolo originale: Dead Scratch
- Diretto da: Michael A. Allowitz
- Scritto da: Sallie Patrick & Libby Wells

### Trama
Il cda della Carrington Atlantic nomina Fallon nuovo amministratore delegato, mentre Blake resterà presidente fino a quando non sarà individuato un sostituto. Nello stesso momento entrano in scena Jeff e Monica che annunciano di essere membri della famiglia Carrington, quindi d'ora in avanti potranno intervenire in tutte le decisioni fondamentali riguardanti la compagnia. Alexis vuole tirarsi fuori dal piano dei Colby, non avendo previsto che Fallon sarebbe diventata amministratore delegato, poiché non è sua intenzione danneggiare la figlia. Ormai però è troppo tardi, tanto che sul tavolo c'è un'ottima offerta di acquisto della Carrington Atlantic da parte di un oligarca russo. Cristal inizia a mettere a soqquadro la tenuta, sperando che questo induca Blake ad accettare il divorzio. Il signor Carrington non è però di questo parere, anzi annuncia alla stampa che lui e la moglie partiranno per un tour nei pozzi di estrazione della compagnia sparsi per il mondo. Sam ha invitato al matrimonio Kirby, la figlia di Anders che vive in Australia e con cui il padre ha perso ogni contatto. Fingendo che le si sono rotte le acque, Claudia riesce a fuggire dalla clinica. Michael annuncia a Fallon che lascerà Atlanta, nonostante la ragazza abbia ammesso di amarlo.
I Colby piombano nella tenuta Carrington, nel bel mezzo dei preparativi del matrimonio di Steven e Sam, per mettere ai voti la proposta d'acquisto dell'oligarca russo. Fallon e Steven votano contro, Jeff e Monica a favore. Decisivo è Hank, il quale si fa allettare dalle mirabolanti promesse di ricchezza da parte di Jeff e si schiera con i Colby. Fallon ha però capito da una frase pronunciata da Hank che costui è stato addestrato da Alexis. Cristal si offre di andare ad affrontare Alexis, avendo diversi conti da regolare con lei. Al termine di una violenta colluttazione, Alexis rinchiude Cristal nel suo alloggio e si precipita al matrimonio, giusto in tempo per vedere Steven e Sam passare tra la folla dopo essersi appena sposati. Steven vive il matrimonio con animo agitato perché Melissa Daniels gli ha rivelato di essere rimasta incinta dopo il loro rapporto sessuale. Alle nozze ha partecipato anche Liam, il quale ha informato Fallon del manoscritto che sua madre non le ha mai fatto leggere. Vedendo Fallon e Liam seduti vicini, Michael capisce che non c'è spazio per lui nel cuore di Fallon.
I Carrington si recano nella sala dei trofei, situata proprio sotto l'appartamento di Alexis in cui è rinchiusa Cristal, per le fotografie di rito. Claudia, infiltratasi con Matthew tra il personale del catering nuziale, si introduce nell'alloggio di Alexis, brandendo una pistola, per uccidere Cristal. Costei cerca di farla ragionare, spiegandole che devono unirsi contro gli uomini cattivi come Blake, ma quando vede entrare Matthew Claudia esce di senno, accusando il marito di averla liberata solamente per riunirsi a Cristal. Dalla pistola parte un colpo che trapassa Matthew, il quale si scopre essere frutto della mente malata di Claudia, e centra Cristal in pieno addome. Quando sentono lo sparo, i Carrington non possono però intervenire perché bloccati nella sala dei trofei. Hank ha infatti ostruito la porta di legno con un cacciavite, appiccando un incendio che ora rischia di fare una strage. A evitare la tragedia è l'intervento di Michael che porta in salvo la famiglia. Mentre Alexis si precipita al piano superiore a soccorrere Cristal, Hank e Claudia fuggono insieme dalla tenuta Carrington. Anders resta di sasso nel trovarsi davanti la figlia Kirby. Sam è agitato perché si sono perse le tracce di Steven.